# Museo de Etnografía al aire libre de Tiflis
El Museo de Etnografía al aire libre de Tiflis (en idioma georgiano: თბილისის ეთნოგრაფიული მუზეუმი ღია ცის ქვეშ) es un museo al aire libre de Tiflis, (Georgia) situado en la ladera de la colina al sur de la ciudad cerca del lago Turtle y que muestra los ejemplos de arquitectura y artesanía populares de varias regiones del país. El museo lleva el nombre de Giorgi Chitaia, un etnógrafo georgiano que lo fundó el 27 de abril de 1966 y forma parte del Museo Nacional de Georgia desde 2004.

## Descripción general

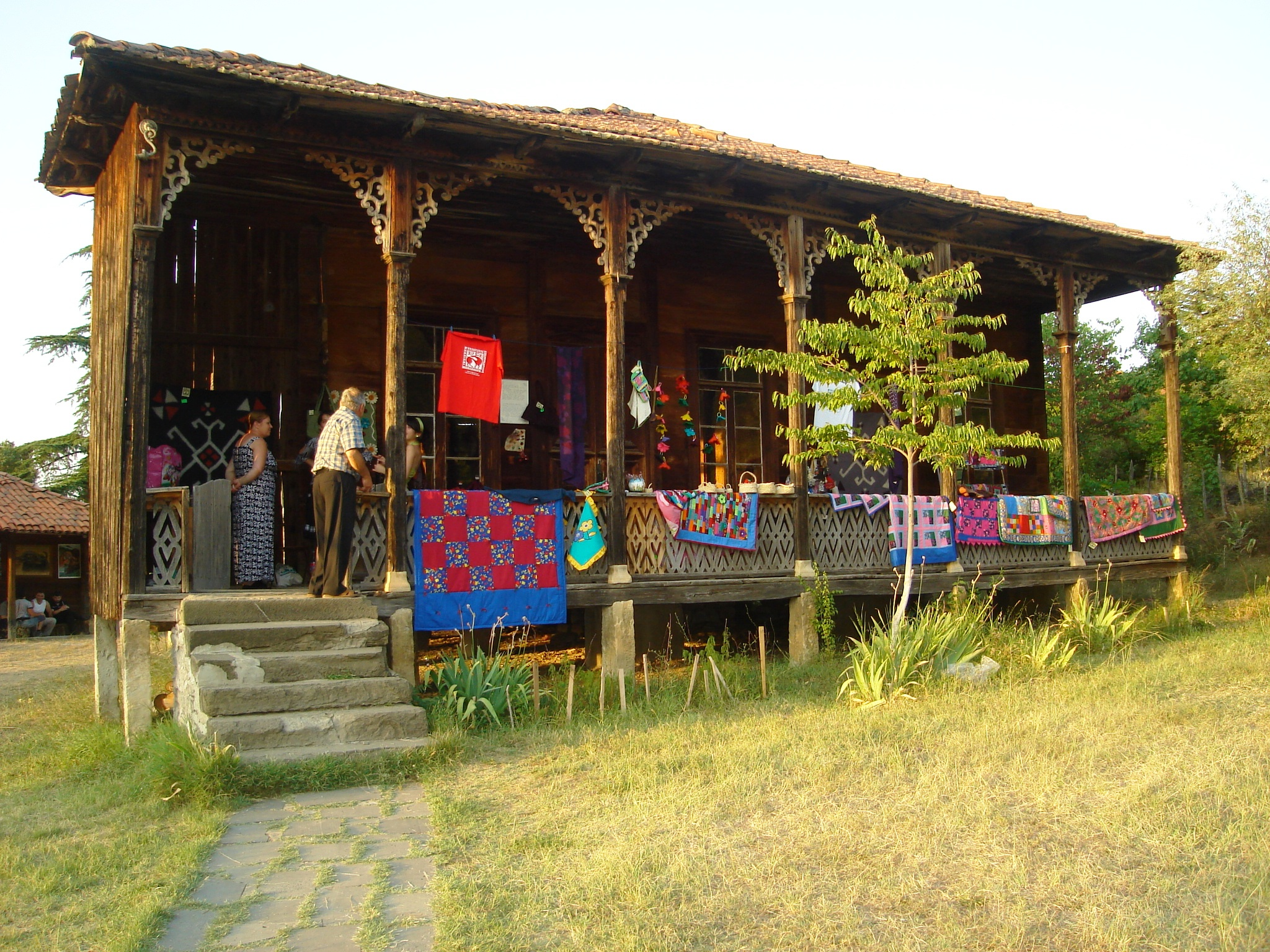
Museo al aire libre de Tiflis.

Es esencialmente una aldea histórica poblada por edificios trasladados desde las principales subdivisiones territoriales de Georgia. El museo ocupa 52 hectáreas de terreno y está organizado en once zonas, con alrededor de 70 edificios y más de 8000 piezas. La exposición presenta las tradicionales casas de piedra de tipo darbazi,  término utilizado en Georgia para describir una cámara con una estructura de techo de tipo «cúpula de golondrina» que se encuentra en la arquitectura doméstica tradicional de Asia Menor y el Cáucaso Sur, casas de madera caladas con techos a dos aguas de paja o tablas, del oeste de Georgia, torres de vigilancia de las provincias montañosas de Khevsureti, Pshavi, y Svanetia, almacenes de maíz de Mingrelia e Imeretia, bodegas kajetianas (marani) y molinos de agua kartlianos, así como una colección de artículos de uso doméstico tradicionales, como portaobjetos, armazones de punto,  ropa, alfombras, cerámica y muebles. También hay una basílica de los primeros cristianos «Sioni» de Tianeti y una bóveda funeraria familiar de los siglos VI y VII con sarcófago.
Desde 2004, el museo acoge un festival anual de cultura folclórica de verano Art-Gene, fundado y dirigido por el músico de rock y entusiasta del folclore georgiano Zaza Korinteli ("Zumba").